# حوزه انتخابیه دوم کالیفرنیا
حوزه انتخابیه دوم کالیفرنیا یک حوزه انتخابیه مجلس نمایندگان آمریکا است که در ایالت کالیفرنیا قرار دارد.